# Markhög
Markhög är en ort i Saxtorps socken i Landskrona kommun, Skåne län. År 2005 klassade SCB Markhög som småort.